# Ciriaco di Gerusalemme
Ciriaco (o in latino Judas Kyriakos, Quiriacus, Quiricus, in greco Kyriakos, Κυριάκος; Gerusalemme, ... – Gerusalemme, 1º maggio 363.) Secondo la tradizione sarebbe stato vescovo di Gerusalemme e martire sotto l'imperatore Flavio Claudio Giuliano.
Considerato santo dalla chiesa cattolica e da quella ortodossa, è patrono di Ancona, dove è conosciuto anche con il nome dialettale di Ceriàgo, ed è assai venerato in Sardegna col nome di "Quirico"; i cattolici lo ricordano il 4 maggio e gli ortodossi il 14 aprile.

## Giuda Ciriaco, vescovo di Ancona
Giuda Ciriaco fu vescovo di Ancona e fu ucciso durante un pellegrinaggio in Terra santa.
Spesso viene confuso con Giuda Ciriaco di Gerusalemme (San Giuda di Gerusalemme), ucciso durante una rivolta popolare nel 133 d.C. Ciriaco di Gerusalemme è il santo celebrato dalla Chiesa Ortodossa il 14 ottobre.

## Agiografia

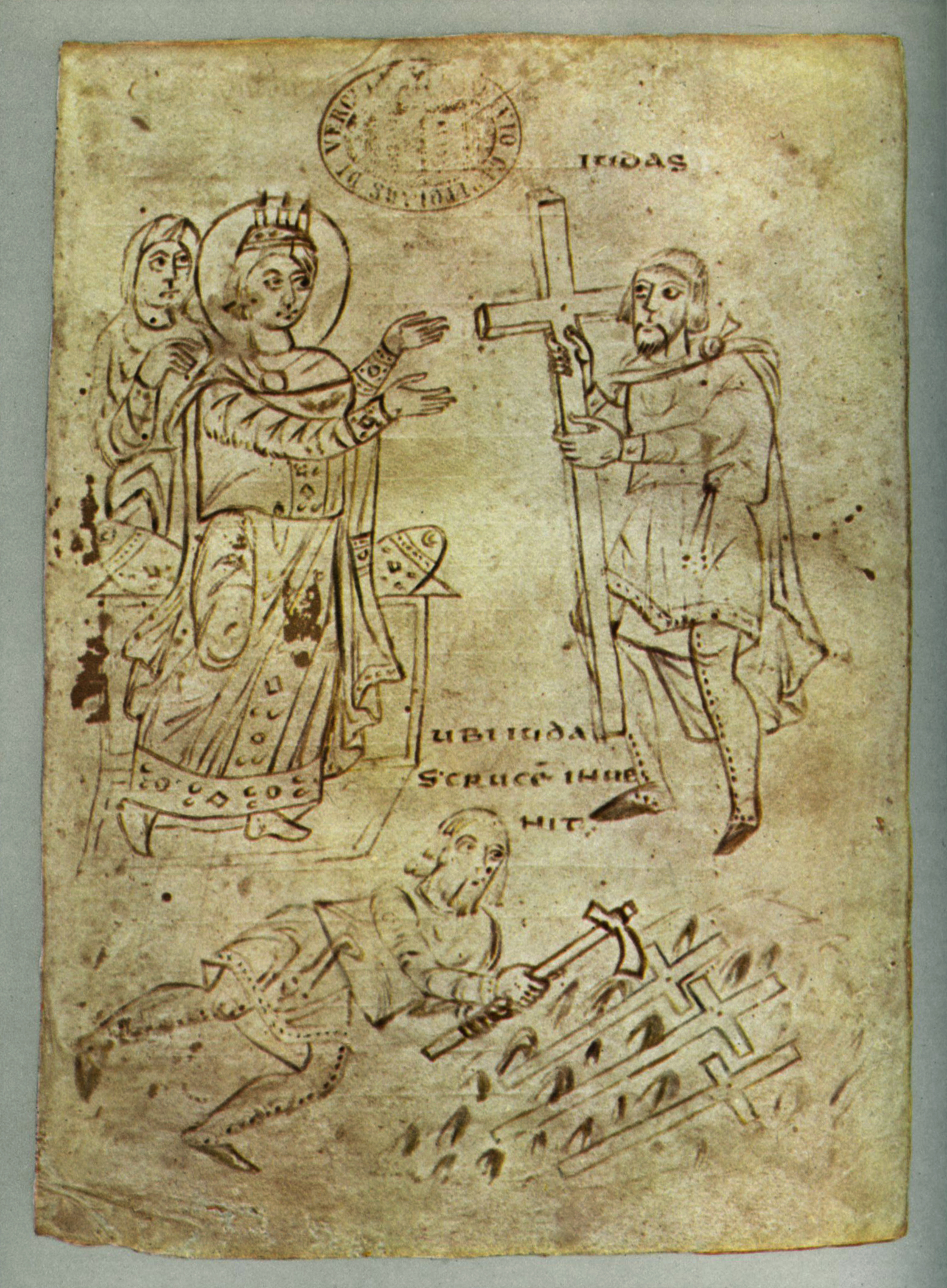
Il ritrovamento della Croce al cospetto di Elena, miniatura da un codice del IX secolo.

Secondo una leggenda che non ebbe molta fortuna nel mondo bizantino, la vita di Ciriaco si sarebbe svolta nel modo seguente. Nacque a Gerusalemme con il nome di Giuda, figlio di Simeone e Anna, nipote di Zaccheo.
Divenne rabbino della sinagoga locale.
Nell'anno 326, l'Imperatrice Elena, madre di Costantino I, si recò a Gerusalemme per trovare la Vera Croce. Qui venne a sapere che il rabbino Giuda conosceva il luogo in cui era stata seppellita la Croce in cui era stato crocifisso Cristo. Giuda non voleva rivelare le informazioni in suo possesso, ma dopo sei giorni all'interno di una cisterna vuota, senza cibo né acqua, informò l'Imperatrice di quanto in sua conoscenza. Al rinvenimento della Croce, il 3 maggio 326, Giuda si convertì al cristianesimo; fu battezzato da Macario, vescovo di Gerusalemme, alla presenza di Elena, e assunse il nome di Ciriaco (dal greco "dedicato al Signore"). Il legame con il ritrovamento della croce è alla base dell'epiteto con il quale è noto: inventor Crucis, cioè "ritrovatore della croce".
Da allora in poi Ciriaco si adoperò attivamente per la diffusione della fede e nello studio dei Vangeli. Nel 327 papa Silvestro I lo consacrò vescovo di Gerusalemme. Nel 363 l'imperatore Flavio Claudio Giuliano lo fece imprigionare e torturare, secondo una passione originariamente scritta in greco (Passio Cyriaci BHG 465b) e successivamente tradotta in altre lingue tra cui il latino.
La tradizione elenca le seguenti torture:
1. fu mutilato della mano destra;
2. gli fu fatto ingurgitare del piombo fuso; Ciriaco si riprese dopo due ore.
3. fu legato sopra una graticola e frustato;
4. fu gettato in una fossa piena di serpenti velenosi;
5. fu immerso nel bitume bollente;
6. gli fu trafitto il capo con una spada e dopo questo, Ciriaco morì.

Il martirio avvenne il 1º maggio alle ore otto, a Gerusalemme. Anche Anna, madre di Ciriaco, venne torturata e arsa viva lo stesso giorno. Entrambi furono sepolti alle pendici del Golgota, vicino al luogo dove Elena recuperò la Santa Croce.

## Culto

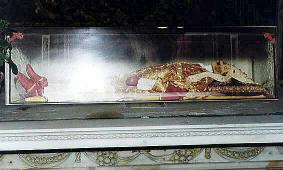
Il corpo di san Ciriaco esposto nella cripta del Duomo di Ancona.

A causa del legame di san Ciriaco con la Croce, la Chiesa cattolica fissò la data della sua festa al 4 maggio, il giorno dopo la festa del Ritrovamento della Santa Croce, che esisteva nel calendario liturgico fino alle riforme del Messale Romano operate sotto Giovanni XXIII nel 1960/1962.
Secondo la tradizione, san Ciriaco, dopo la conversione, si era recato in pellegrinaggio a Roma. Lungo il viaggio era passato da Ancona e in quella città fu acclamato vescovo, rimanendovi molti anni; si era poi recato in Palestina per rivedere la propria città e là subì il martirio.
L'8 agosto 418 il corpo di Ciriaco fu trasferito dalla Palestina ad Ancona. Il corpo fu posto nella cattedrale di Santo Stefano, per intervento di Galla Placidia; in questo modo l'imperatrice reggente cercò in qualche modo di andare incontro agli anconitani, che le avevano chiesto un interessamento per poter ottenere e custodire le spoglie di santo Stefano. Infatti Ancona conservava (e conserva tuttora) come reliquia uno dei sassi usati durante la lapidazione del protomartire. Quando, nel 1097 la chiesa di San Lorenzo, sul colle Guasco, fu proclamata nuova cattedrale, le spoglie di san Ciriaco vennero là trasferite, nella cripta, e sottoposte a ricognizione; dopo alcuni decenni la chiesa venne dedicata a San Ciriaco.
Per timore di furti di reliquie, così comuni nel Medioevo, per secoli il corpo di san Ciriaco fu protetto da una cancellata senza possibilità di accesso; solo nel XVIII secolo, dopo che un fulmine colpì la cripta, si decise di effettuare una ricognizione del corpo del martire. Accertato che il fulmine non aveva causato danni, le cancellate furono rimosse.

## La conferma delle indagini mediche

Il martirio (vetrata della chiesa collegiata di Saint-Quiriace a Provins).

In seguito al terremoto del 1972, che colpì gravemente Ancona e la sua cattedrale, fu effettuata una nuova ricognizione del corpo, incorrotto dopo 1700 anni; nell'occasione furono effettuati accurati studi medici. Essi permisero di constatare che la salma testimoniava segni di atroci torture. I medici si meravigliarono nel vedere che la trachea, organo che normalmente non si conserva in condizioni analoghe, era invece intatta; analisi chimiche rilevarono che ciò era avvenuto in quanto essa era ricoperta di piombo, chiaro segno di ingestione forzata di metallo fuso. Alla base del capo ancora si poteva notare la traccia della ferita che lo portò alla morte. Fu un'inaspettata conferma di tutti i punti salienti della storia del martirio tramandata dalla tradizione e che da molti erano ormai creduti essere solo esagerazioni agiografiche. La ricognizione canonica evidenziò anche la presenza di edemi, lesioni da taglio e di una frattura del cranio.
Persino l'età della morte fu confermata. Nell'occasione furono ripresi e nuovamente tradotti da un esperto latinista gli antichi testi relativi al martirio. L'esito imprevisto della ricognizione portò a rivalutare la cura con la quale nei secoli si è sempre custodito il corpo del santo, rivelatosi come preziosa testimonianza di tragici ed eroici fatti accaduti secoli fa.
Ancora oggi nella ricorrenza dell'arrivo del corpo ad Ancona, l'otto agosto, si perpetua un'amabile tradizione, secondo la quale si distribuiscono ai fedeli mazzolini di giunchi benedetti: è un richiamo alla leggenda secondo la quale la cassa con i resti di Ciriaco arrivò ad Ancona galleggiando sulle onde e grazie a una corda fatta di giunchi attorcigliati fu tirata in spiaggia dai marinai della zona.
Inoltre nei giorni intorno al quattro maggio, festa del patrono, molti fedeli salgono al Duomo e scendono nella cripta per pregare dinanzi al corpo del martire paleocristiano, che solo nel mese di maggio viene mostrato. Da punto di vista profano, si ricorda che, sin dal XIV secolo, si tiene in coincidenza con la festa di San Ciriaco la "Fiera di Maggio", una delle più grandi del centro Italia per numero di espositori.
Nel 2023 è stata effettuata una nuova ricognizione del corpo, anche con l'ausilio di moderne tecnologie diagnostiche.
Per il suo ruolo decisivo nel ritrovamento della Santa Croce, fu nominato protettore dei crocigeri, dopo san Cleto.

## Le vetrate della chiesa collegiata di Saint-Quiriace a Provins

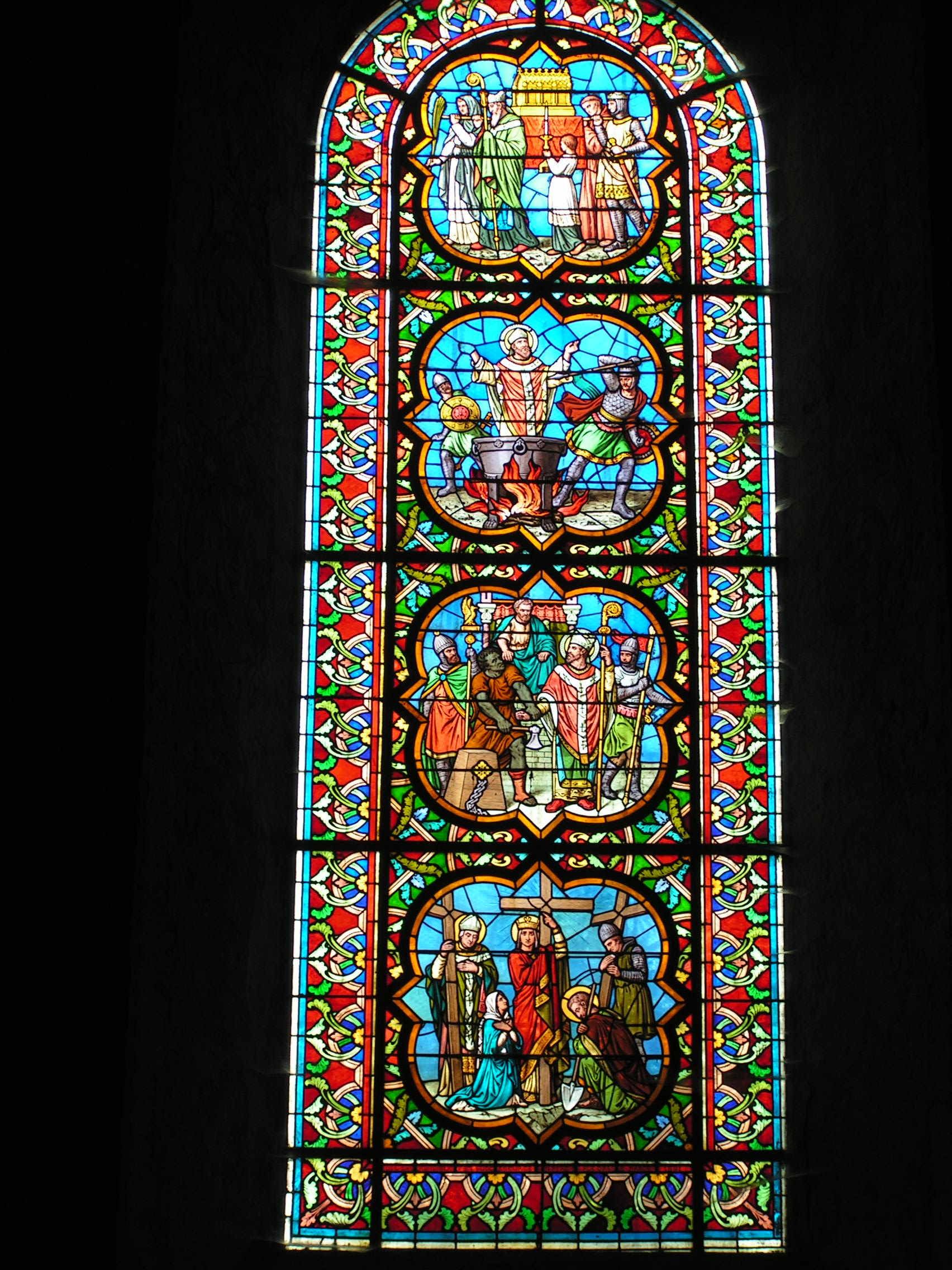
Il ritrovamento della Croce.
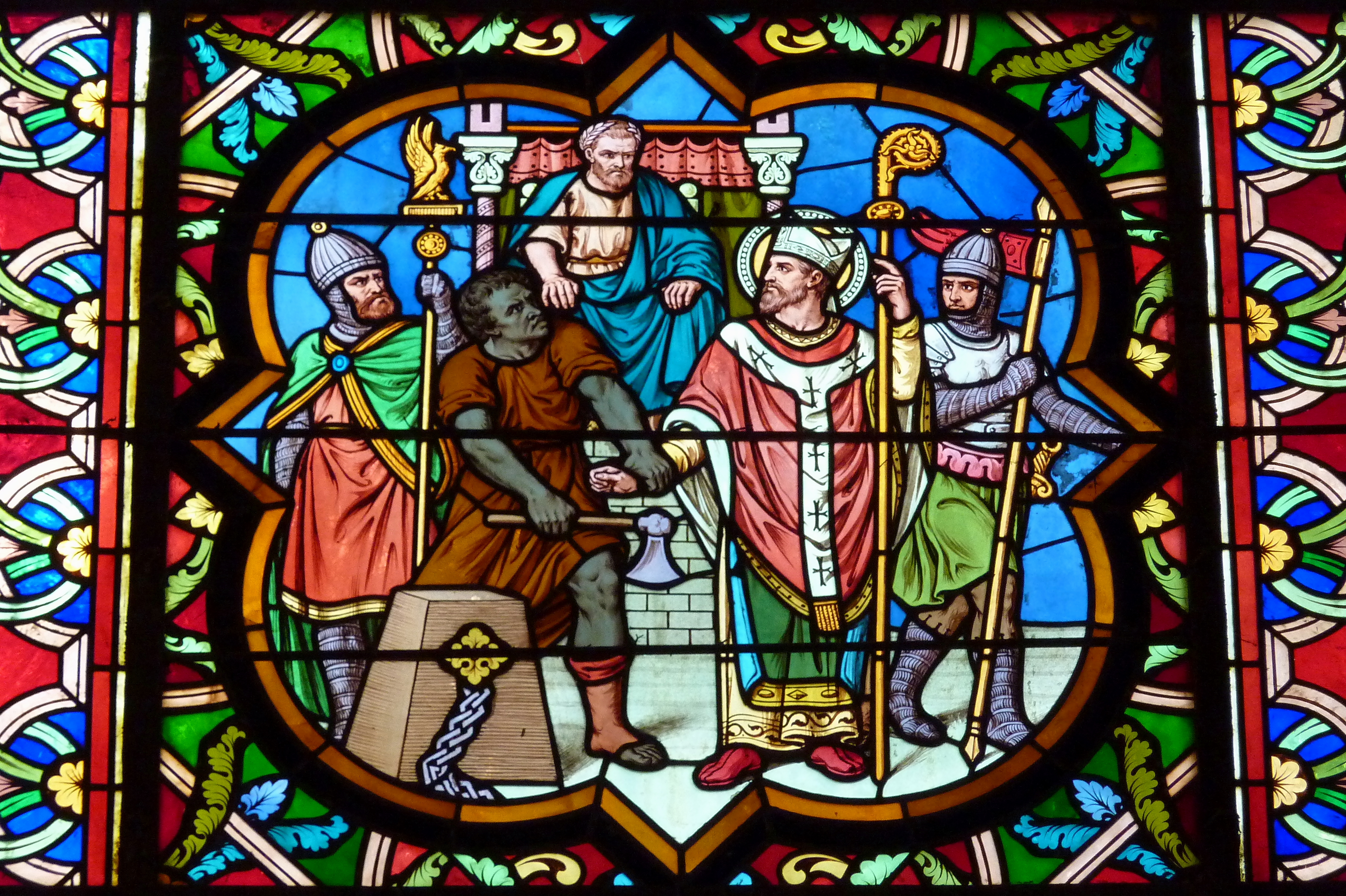
La condanna.
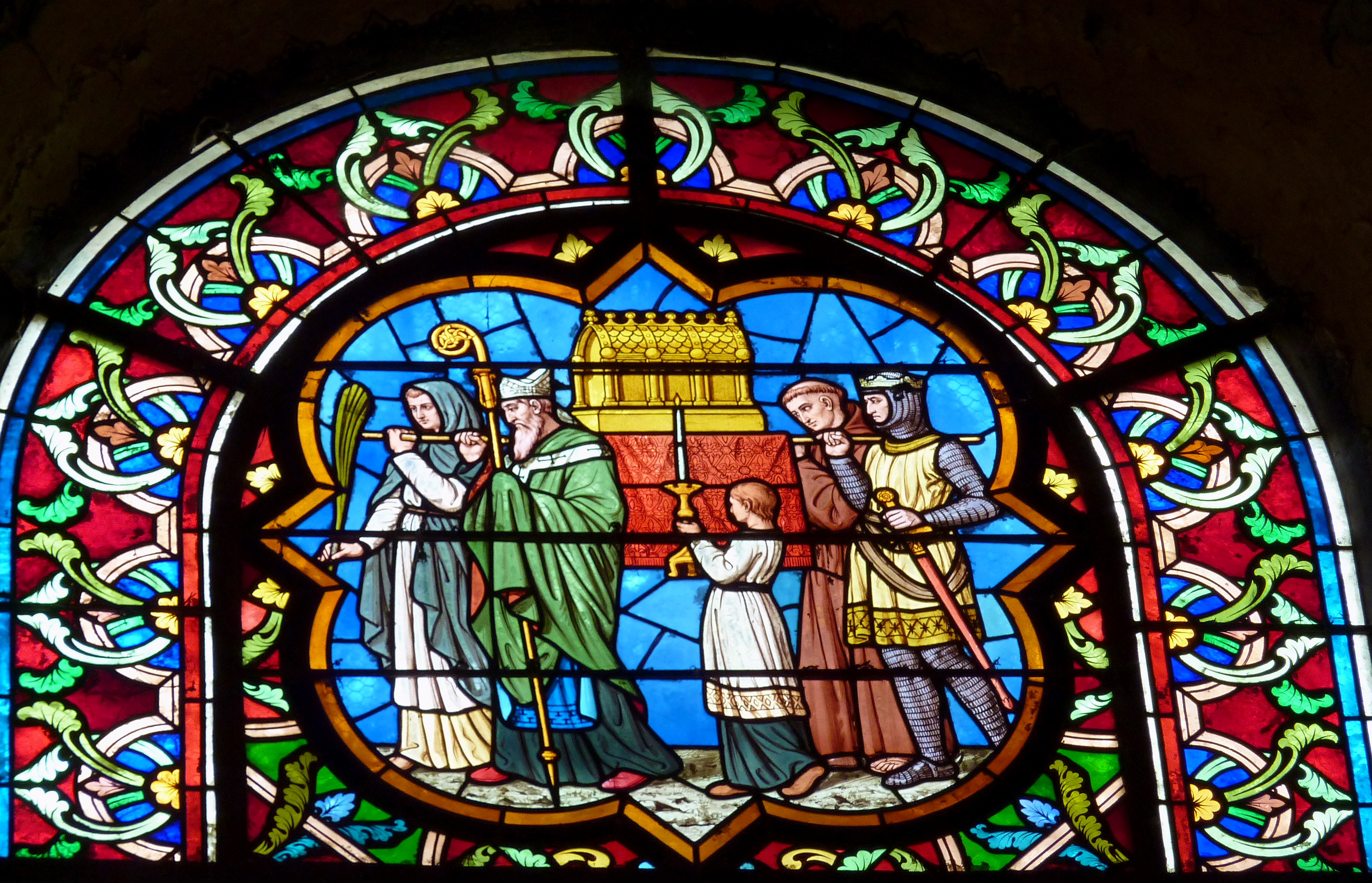
Il trasporto delle reliquie a Provins.

### Riferimenti
1. ↑  Speciali, p. 65.
2. ↑   Stefano Trovato, Antieroe dai molti volti: Giuliano l'Apostata nel Medioevo bizantino, Udine, Forum, 2014,  pp. 151-160, ISBN 978-88-8420-778-4.
3. ↑  Leone, p. 240.
4. ↑  Speciali, p. 5.
5. ↑   Stefano Trovato, «Molti fedeli di Cristo morirono tra terribili pene». Bibliografia agiografica giulianea con edizione della Passio Cyriaci BHG 465b, collana Libri e biblioteche, 40, Udine, Forum, 2018, ISBN 978-88-328-3105-4.
6. ↑  Speciali, pp. 60-65; Leoni, pp. 242-244
7. ↑  Speciali, p. 64.
8. ↑  Speciali, p. 45.
9. ↑   Antonio Leoni, Cap. 18, in Istoria d'Ancona Capitale della Marca Anconitana, vol. 1, Baluffi, 1810.
10. ↑  Speciali, pp. 67-69; Leoni, pp. 238-239.
11. ↑  Leoni, p. 249.
12. ↑  Giuseppe Fallica, Il miracolo dei corpi incorrotti, Edizioni Segno, 2009, p. 95.
13. ↑   Davide Toccaceli, Vescovo, martire e santo, l'anconetano più vecchio della storia: San Ciriaco, su anconatoday.it, 8 maggio 2017.
14. ↑   Gianmario Mariuzzi, Vincenzo Pirani e Claudio Lausdei, San Ciriaco : ricognizione canonica, storica e scientifica delle spoglie del patrono di Ancona, Ancona, Cassa di Risparmio, 1988, OCLC 900071704.
15. ↑  Tutte le notizie relative alla ricognizione del 1972 sono tratte da: Gianmario Mariuzzi, Vincenzo Pirani, Claudio Lausdei, San Ciriaco vescovo e martire, edito dall'Arcidiocesi di Ancona-Osimo nel 1987
16. ↑   Tuttitalia, Enciclopedia dell'Italia Antica e Moderna, Volume Marche, Sansoni editore – Firenze e Istituto Geografico De Agostini – Novara, 1963.
17. ↑   Notizie sulla Fiera di Maggio (archiviato dall'url originale il 4 aprile 2013).
18. ↑   La storia di San Ciriaco e la ricognizione del corpo per attestare che sia proprio il santo (VIDEO), su AnconaToday, 30 aprile 2025. URL consultato il 2 maggio 2025.
19. ↑  Speciali, p. 38.